# 秘魯總督轄區
秘鲁總督轄區（西班牙語：Virreinato del Perú）是西班牙帝國在美洲的四个總督轄區之一。1533年西班牙征服秘鲁，于1542年成立秘鲁總督轄區，首府利马，统治西属南美洲。1718年从秘鲁總督轄區中划出新格拉纳达總督轄區，首府波哥大；1776年又划出拉普拉塔總督轄區，首府布宜诺斯艾利斯。